# Cidade Imperial Livre de Nuremberga
A Cidade Imperial de Nuremberga (em alemão:  Reichsstadt Nürnberg) foi uma cidade imperial livre (cidade-estado independente) dentro do Sacro Império Romano-Germânico. Depois que Nuremberga ganhou, pouco a pouco, a independência do Burgraviato de Nuremberga, na Alta Idade Média, e o considerável território de Baviera, na Guerra de Sucessão de Landshut, ela cresceu até se tornar um das maiores e mais importantes cidades imperiais, a "capital não oficial" do Império, particularmente por causa da Dietas Imperiais (Reichstage), e porque as cortes se reuniam no Castelo de Nuremberga. As Dietas de Nuremberga foram uma parte importante da estrutura administrativa do Império. A Bula Dourada de 1356, emitida pelo Imperador Carlos IV (reinou de 1346-78), nomeou Nuremberga como a cidade onde os recém-eleitos reis da Gêrmania deveriam manter sua primeira Dieta Imperial, tornando Nuremberga em uma das três maiores cidades do Império.
O florescimento cultural de Nuremberga, nos séculos XV e XVI, fez dela o centro do Renascimento Germânico. O aumento das rotas de comércio em outros lugares e a devastação de grandes guerras europeias dos séculos XVII e XVIII, causaram o declínio da cidade e implicaram em consideráveis dívidas, resultando na absorção da cida pelo novo Reino da Baviera, na assinatura da Confederação do Reno, em 1806, tornando-se uma das muitas vítimas territoriais das Guerras Napoleônicas , em um período conhecido como mediatização alemã.

## Idade Média

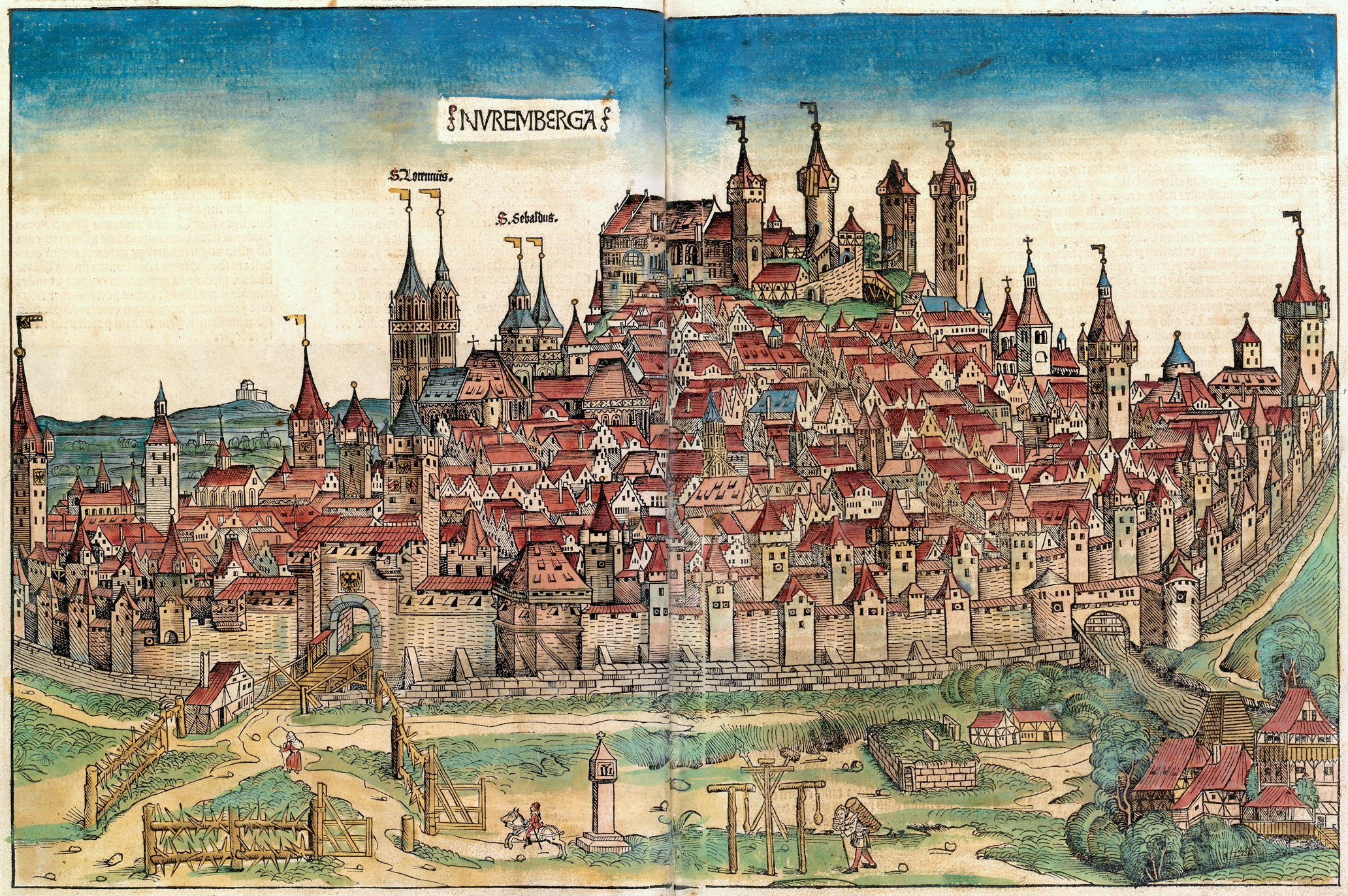
Nuremberga em 1493
(da Crônica de Nuremberga)

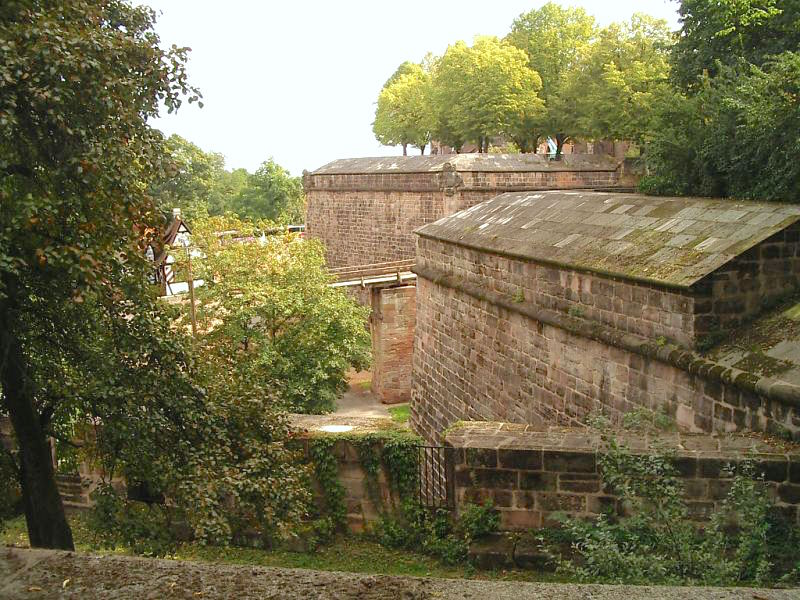
Antigas fortificações de Nuremberga

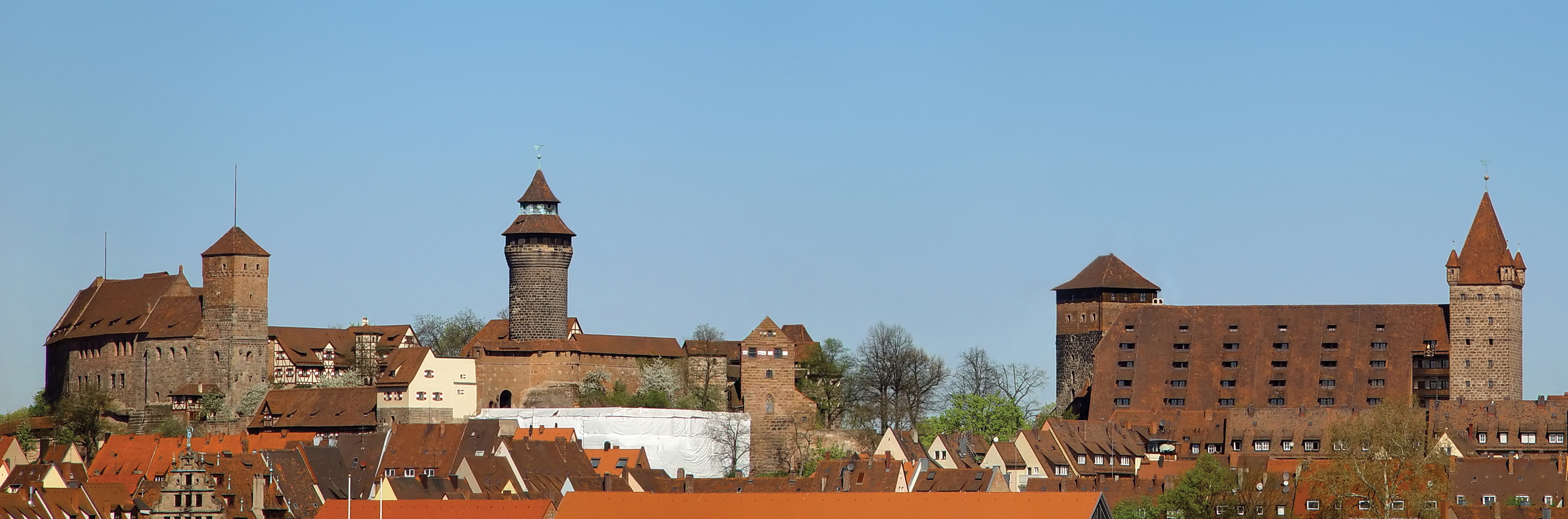
Castelo Imperial em Nuremberga

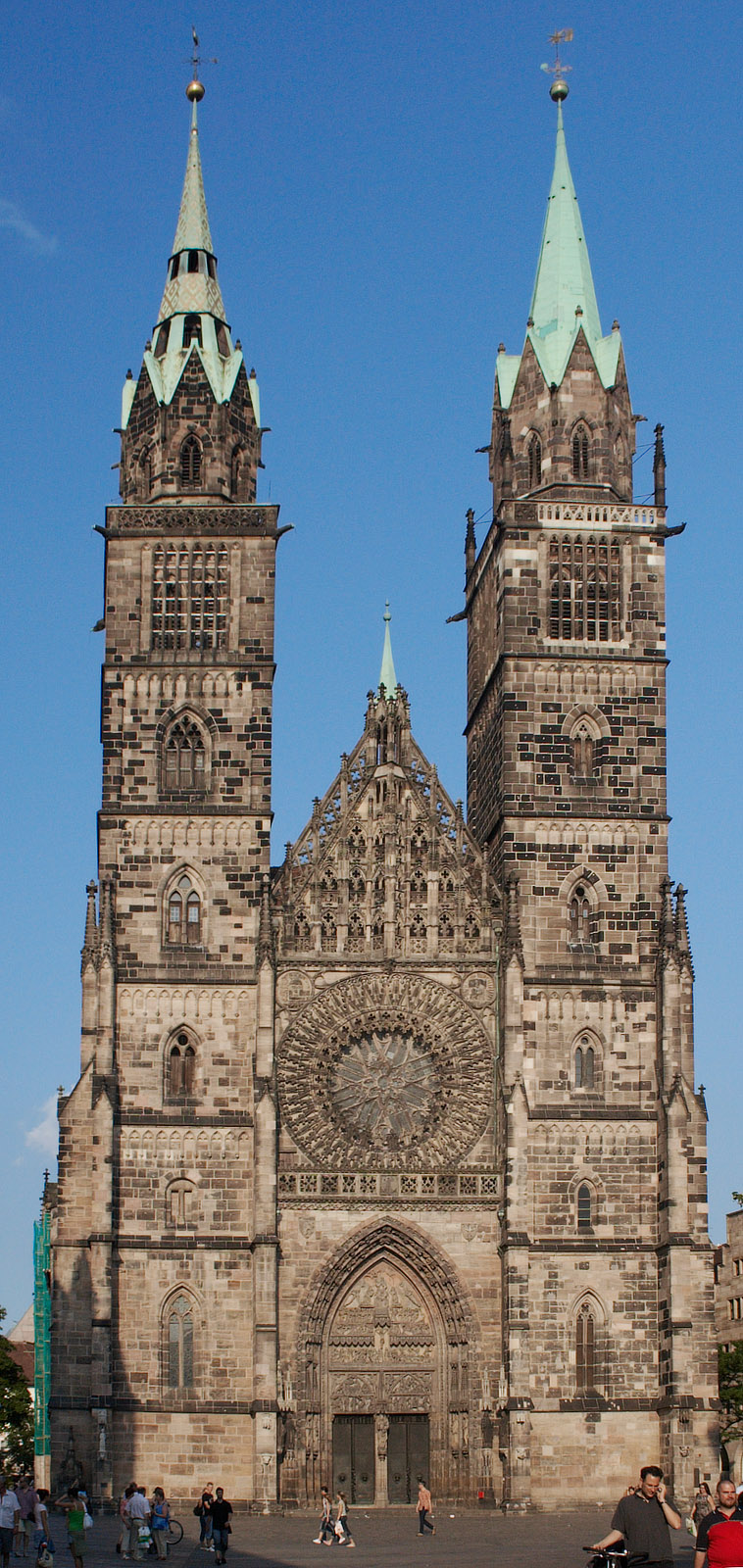
Igreja de São Lourenço

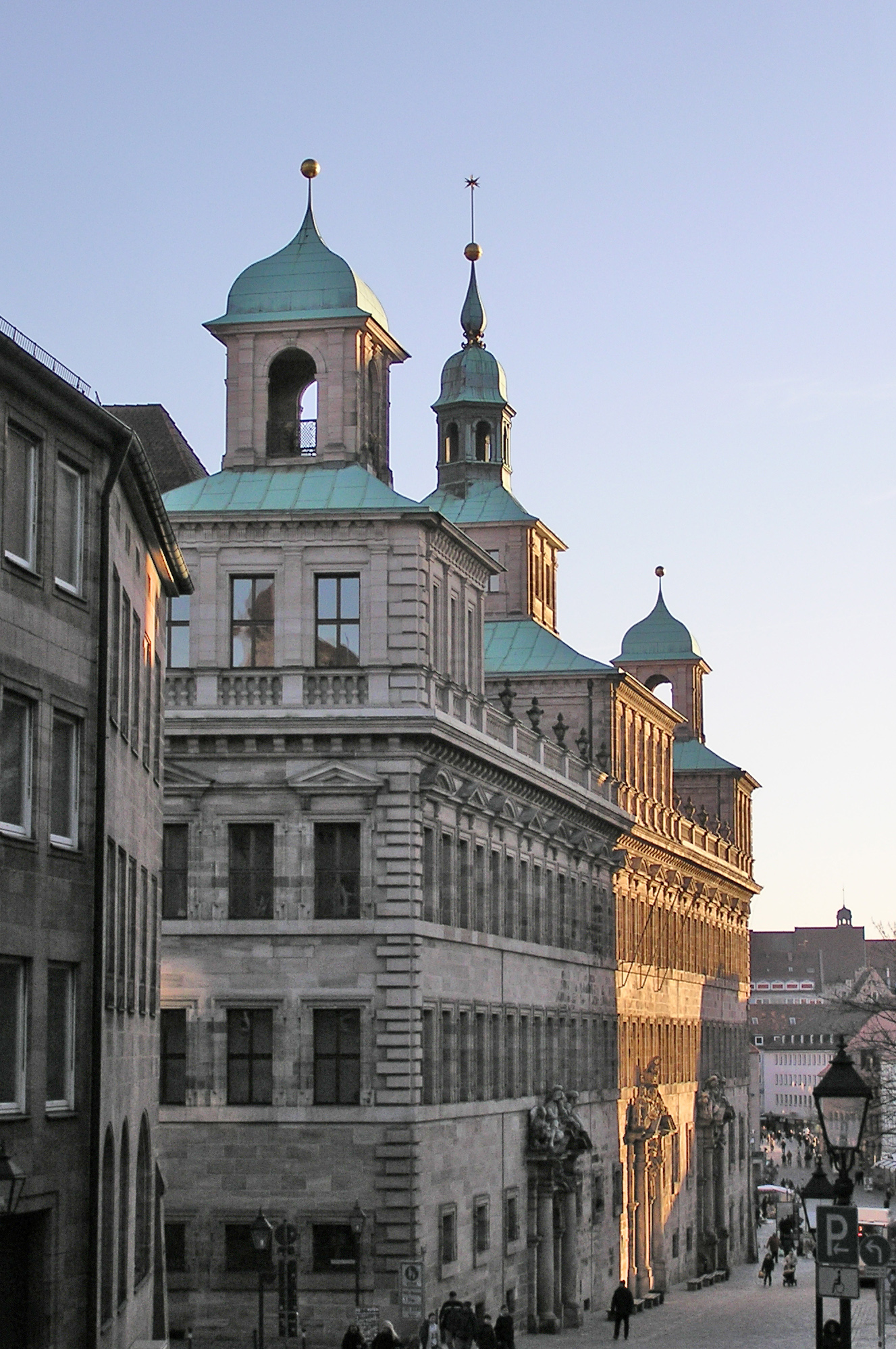
Antiga prefeitura da cidade

A primeira evidência de assentamentos na área de Nuremberga pode ser remontada ao ano de 1050 a.C. Mais tarde, os celtas se estabeleceram na área de Nuremberga, em 400 a.C. A área da cidade de Nuremberga (especialmente, na parte da antiga cidade de hoje) tem vestígios detectáveis de um assentamento já no século IX. Na época, a atual Nuremberga ficava na fronteira entre a baviera Norgdau e o ducado raiz da Francônia. Nuremberga foi provavelmente fundada por volta da virada do século XI, de acordo com a primeira menção documental da cidade, em 1050, como a localização de um castelo imperial entre a Frância Oriental e a Marca de Nordgau. Entre 1050 e 1571, a cidade se expandiu e cresceu significativamente em importância, devido à sua localização nas principais rotas comerciais.
O Rei Conrad III estabeleceu um burgraviato e a primeira administração e cortes sobre territórios do imperiais ao redor. Os primeiros burgraves eram d Casa Austríaca de Raab, mas com a extinção da linhagem masculina por volta de 1190, o burgraviato foi herdado pelo último genro do Conde, da Casa de Hohenzollern. A partir do final do século XII até o Interregno (1254 - 1273), no entanto, o poder dos burgraves diminuiu à medida que os imperadores Hohenstaufen transferiam a maioria dos  poderes não-militares a uma castelão, com a administração da cidade e as cortes municipais entregues a um prefeito imperial (em alemão:  Reichsschultheiß) a partir de 1173/1174. Esse castelão não apenas administrava as terras imperias ao redor de Nuremberga, mas cobrava os impostos e constituía a mais alta autoridade judicial em assuntos relacionados à caça e silvicultura; ele também era nomeado protetor de vários estabelecimentos eclesiásticos, igrejas e mosteiros, e até mesmo o Príncipe-Bispado de Bamberga. Os privilégios dessa castelania foram transferidos para a cidade durante fim do século XIV e início do século XV. As relações tensas entre os burgraves e o castelão, finalmente estourou em inimizade aberta, o que muito influenciou a história da cidade.
Nuremberga é frequentemente mencionada como tendo sido o "capital não oficial"do Sacro Império Romano, particularmente por causa das Dietas Imperiais (Reichstage) e porque as cortes se reuniam no Castelo de Nuremberga. A Dietas de Nuremberga foram uma parte importante da estrutura administrativa do império. As crescentes exigências da corte real e a crescente importância da cidade atraiu o aumento de negócios e o comércio para Nuremberga, apoiada pelos imperadores Hohenstaufen. Frederico II (que reinou entre 1212 e 1250) concedeu a Großen Freiheitsbrief ("Carta de Liberdade"), em 1219, incluindo os "direitos municipais" (Stadtrecht), a imediatidade imperial (Reichsfreiheit), o privilégio de cunhar moedas, e política própria independente, removendo a cidade, quase totalmente, do âmbito dos burgraves. Nuremberga logo se tornou, ao lado de Augsburgo, um dos dois grandes centros comerciais na rota da Itália para o Norte da Europa.
Em 1298, os judeus da cidade foram acusados de terem profanado a hostia e 698 foram mortos em um dos muitos massacres Rintfleisch (Rintfleisch-Pogrom). Por trás do massacre em 1298, estava, também, o desejo de fundir as partes norte e sul da cidade, que eram divididas pelo Rio Pegnitz. Os judeus tinham se assentado naquela área, propensa a inundações, mas como os líderes da cidade perceberam, este centro da cidade era fundamental para o seu desenvolvimento futuro. Por isso, eles decidiram que a população judaica tinha que ser removida. Esta área é agora o lugar do mercado municipal, o Frauenkirche e o Rathaus.
Os maiores ganhos de Nuremberga aconteceram no século XIV, com Luís da Baviera (que reinou entre 1314 e 1347) e Carlos IV (que reinou entre 1346 e 1378), expandindo os poderes da cidade e a concedendo melhories privilégios próprios. A Bula Dourada de Carlos, nomeou Nuremberga como a cidade onde o recém-eleitos reis da Germânia deverim manter sua primeira Dieta Imperial, tornando Nuremberga, uma das três maiores cidades do Império, junto com o Francoforte do Meno, onde os reis eram eleitos, e Aachen, onde os Imperadores eram coroados e que tinha sido a capital do antigo Reino Franco. A ligação real e Imperial foi fortalecida quando Sigismundo de Luxemburgo (que reinou entre 1411 e 1437) garantiu que os tarjes imperiais fossem mantidos, permanentemente, em Nuremberga, em 1423. Estes permaneceram em Nuremberga até 1796, quando o avanço das tropas francesas forçaram sua remoção para Ratisbona e, então, para Viena, onde encontraram um novo lar.
Carlos IV tinha fortes laços com Nuremberga, estando na cidade 52 vezes e, assim, reforçando sua reputação entre cidades germânicas. Charles foi o patrono da Frauenkirche, construída entre 1352 e 1362 (o arquiteto foi provavelmente Peter Parler), onde a corte Imperial fazia suas rezas durante suas estadias em Nuremberga.
Até meados do século XIII, o Pequeno Conselho Real consistia de 13 de magistrados e 13 conselheiros; no final do século, 8 membros do, praticamente sem importância, Grande Conselho, foram adicionados, e a partir de 1370, 8 guildas representativas. Os membros do conselho eram escolhidos pela classe dos mais ricos: este costume levou ao estabelecimento de um círculo de "elegíveis", do qual a classe artesã era totalmente contrária, pois os excluia politicamente. Com a crescente importância do artesanato, um espírito de independência se desenvolveu entre os artesãos, e eles decidiram ter voz no governo da cidade. Em 1349, os membros das guildas, sem sucesso, se rebelaram contra os patrícios na Handwerkeraufstand ("Revolta dos Artesãos"), apoiada por comerciantes e alguns conselheiros. Esta revolta foi essencialmente política, com os agitadores compactuando com os Wittelsbach na disputa do reino germânico entre os bavieros herdeiros de Luís e os patrícios, que se aliaram ao Imperador Carlos. O resultado desta revolta foi a proibição de qualquer organização de artesãos da cidade, abolindo as guildas, que eram habituais em outros lugares na Europa; as corporações de ofício foram, ent]ao, dissolvidas, e os oligarcas mantiveram-se no poder, enquanto Nuremberga foi uma cidade livre.
Carlos IV conferiu à cidade o direito de fazer alianças de forma independente, colocando-a, assim, politicamente, em pé de igualdade com os príncipes do império. A cidade defendia-se sozinha de ataques hostis, por uma muralha, e protegia, com sucesso, o seu extenso comércio contra os burgraves. Lutas, frequentemente, aconteciam contra os burgraves, sem, contudo, causar danos permanentes à cidade. Depois que o castelo foi destruído por um incêndio, em 1420, durante uma batalha entre Frederico IV e o duque da Baviera-Ingolstadt, as ruínas e a floresta, pertencentes ao castelo, foram comprados pela cidade (1427), resultando na total soberania da cidade dentro de suas fronteiras. O castelo havia sido cedido à cidade pelo Imperador Sigismundo, em 1422, com a única condição de que a suite imperial fosse reservada para o uso Imperador. Através destas e de outras aquisições, a cidade acumulou considerável território.
Em 1431, a população era de cerca de 22.800, incluindo 7146 pessoas qualificadas a portar armas, 381 sacerdotes seculares e regulares, e 744 judeus e não-cidadãos. Como uma emergente potência regional, no entanto, Nuremberga logo entrou em conflito com a velha dinastia, o antigos burgraves, que tiveram grandes áreas da região em torno da cidade sob seus controles, como Margraves de Brandemburgo-Kulmbach e Eleitores de Brandemburgo. Este conflito veio a culminar na Primeira Guerra Margrave, em 1449-1450, quando Alberto IIIde Brandemburgo tentou, em vão, recuperar seus antigos direitos sobre a cidade. As Guerras Hussitas, a recorrência da Peste Negra (em 1437) e a Primeira Guerra Margrave reduziram a população da cidade a 20.800, por volta de 1450.

## Início da Idade Moderna

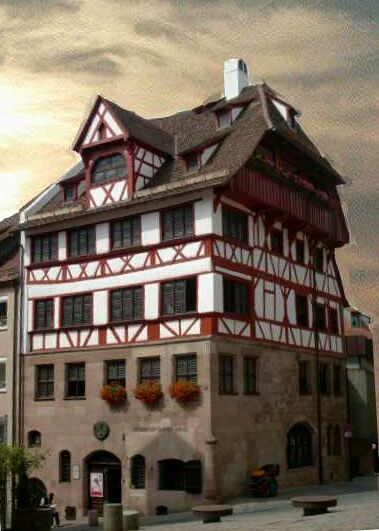
Casa de Albrecht Dürer

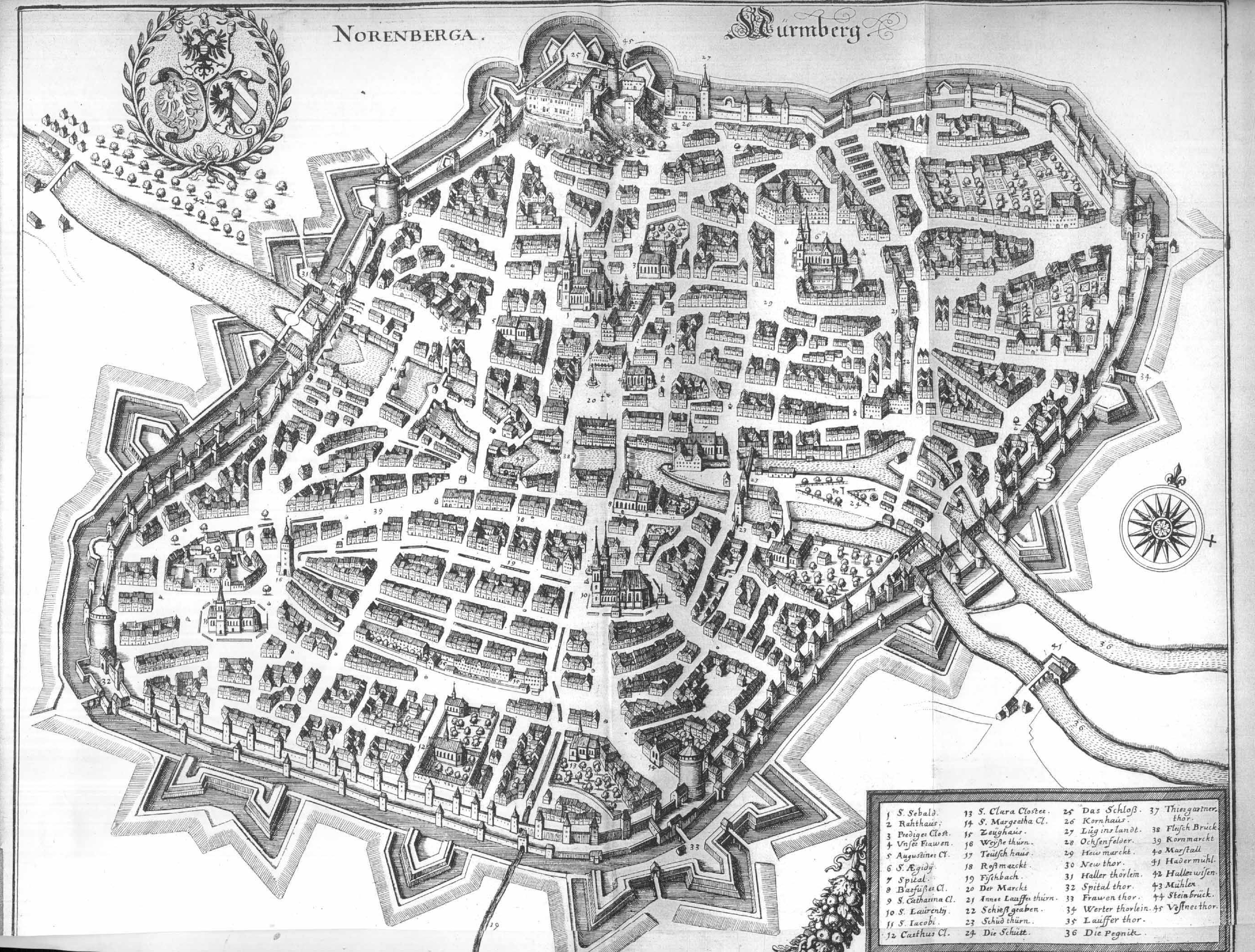
Mapa de Nuremberga em 1648

O florescimento cultural de Nuremberga, nos séculos XV e XVI, fez dela o centro do Renascimento Germânico. Os anos entre 1470 e 1530 são geralmente considerados como o apogeu da cidade. Nuremberga comercializava com, praticamente, todo o mundo conhecido. A riqueza de Nuremberga era conhecida como "O Baú do Tesouro Imperial". As receitas da cidade, diziam, eram maiores do que as de todo o Reino da Boêmia. Nuremberga mantinha escritórios comerciais em muitas cidades, como o Nürnberger Hof, em Francoforte. Naquela época, muitos artistas notáveis viviam e trabalhavam em Nuremberga, como Albrecht Dürer (1471-1528), Martin Behaim (1459-1507) construiu o primeiro globo e Peter Henlein (1485-1542) produziu o primeiro relógio de bolso. Também notáveis neste período são o entalhador Veit Stoss (1447-1533), o escultor Adam Kraft (1460-1508/09) e o mestre fundidor e escultor Peter Vischer, o Velho (1460-1529). Somente a literatura não era tão dominante como as outras artes, mas o meistersinger (poeta lírico), dramaturgo e sapateiro, Hans Sachs (1494-1576), proporciona, pelo menos, uma grande figura literária que viveu nessa época, em Nuremberga.
Nuremberg foi um dos 27 territórios fundadores do Círculo da Francônia, na Dieta de Augsburgo, de 2 de julho de 1500. No início do século XVI, ficar ao lado de Alberto IV, Duque da Baviera-Munique, na Guerra de Sucessão de Landshut, levou a cidade a ganhar substancial território, resultando em terras de 25 mi² (65 km²), tornando-se a maior cidade imperial do Império, aquisições mantidas por Maximiliano I, em 1505. Em 1525, Nuremberga aceitou a Reforma Protestante e, em 1532, a religiosa Paz de Nuremberga, pela qual os luteranos ganharam importantes concessões, foi assinada lá. Durante a revolução de 1552, contra Carlos V, na Segunda Guerra Margrave, Nuremberga empenhou-se em comprar sua neutralidade, ao custo de 100.000 florins; mas Alberto Alcibíades, Margrave de Brandemburgo-Kulmbach, um dos líderes da revolta, atacou a cidade sem declarar guerra e forçou a conclusão de uma desvantajoso acordo de paz. Na Paz de Augsburgo, as posses dos protestantes foram confirmadas pelo Imperador, seus direitos religiosos estendidos e sua independência da jurisdição do Bispo de Bamberga confirmada, enquanto que a secularização dos mosteiros, de 1520, também foi aprovada.
Os assuntos de estado do século XVI, a descoberta de Colombo do Novo Mundo e a circum-navegação de Bartolomeu Dias na África, e a fragmentação territorial no Império levaram ao declínio do comércio e, assim, da afluência da cidade. A ossificação da hierarquia social e das estruturas legais contribuíram para o declínio do comércio. Sob o comando de Leopoldo I, o patriciado foi convertido a uma corporação hereditária, levando a classe comerciante a apelar ao Conselheiro Imperial, embora sem sucesso. Durante a Guerra dos Trinta Anos, nem sempre a cidade conseguiu preservar sua política de neutralidade. Frequents aquartelamento dos soldados imperiais, suecos e da Liga Católica, contribuições de guerra, demandas de armas, presentes semi-compulsórios aos comandantes dos exércitos beligerantes e a paralisação do comércio causaram danos irreparáveis à cidade. A população, que em 1620, tinha sido mais de 45.000, caiu para 25.000. Em 1632, durante a Guerra dos Trinta Anos, a cidade foi ocupada pelas forças de Gustavo II da Suécia e foi sitiada pelo general do exército imperial, Albrecht von Wallenstein. A cidade decaiu após a guerra e recuperou a sua importância apenas no século XIX, quando cresceu como um centro industrial. Mesmo após a Guerra dos Trinta Anos, no entanto, houve um tardio florescimento da arquitetura e da cultura - a secular Arquitetura Barroca é exemplificada na composição dos jardins cívicos, construídos fora dos muros da cidade, e na reconstrução do templo protestante, destruído por um incêndio no início do século XVIII, e considerado uma contribuição significativa para a aquitetura da igreja barroca, da Média Francônia.
Após a Guerra dos Trinta Anos, Nuremberga tentou se manter alheia a assuntos externos, mas contribuições foram exigidas na Guerra de Sucessão Austríaca e na Guerra dos Sete Anos, no montante de 6,5 milhões de florins. As restrições para importar e exportar privaram a cidade de muitos negócios para os manufaturadores, especialmente na Áustria, Prússia e Baviera, e no leste e no norte da Europa. Em 1790/91, o Eleitor da Baviera, Carlos Teodoro, se apropriou de parte do território obtido pela cidade durante Guerra de Sucessão de Landshut, pela qual a Baviera havia mantido reivindicação; a Prússia reivindicou e ocupou parte do território, em 1796. Percebendo sua fraqueza, a cidade pediu para ser incorporada à Prússia, mas Frederico Guilherme II negou, temendo ofender a Áustria, a Rússia e a França. Na Dieta Imperial de 1803, a independência de Nuremberga foi afirmada, mas no ato da assinatura da Confederação do Reno, em 12 de julho de 1806, foi acordado entregar a cidade para a Baviera, a partir de 8 de setembro. A população era, então, de 25.200 e sua dívida pública totalizava 12,5 milhões de florins, cuja amortização, a Baviera garantiu.

## Território

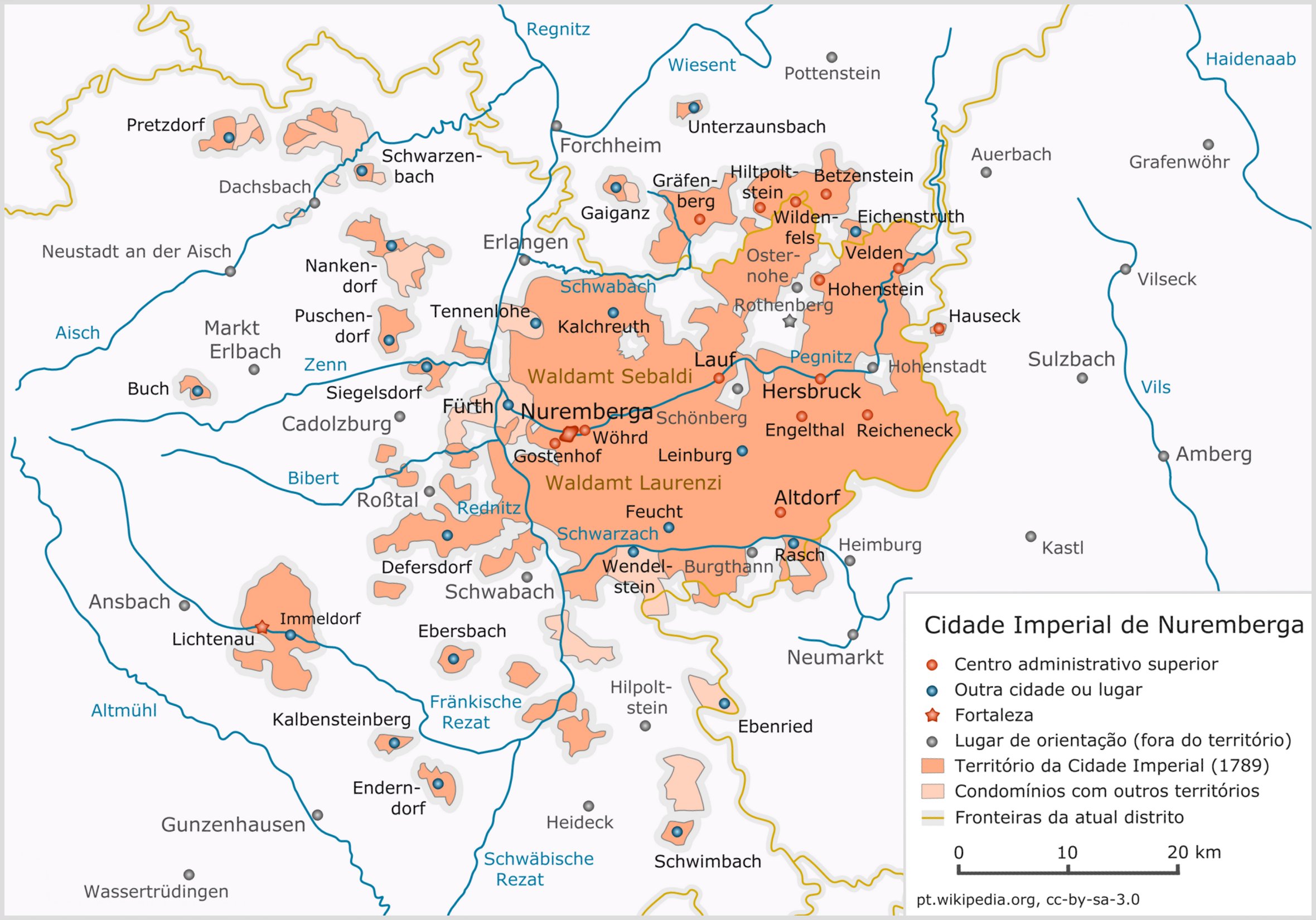
A Cidade Imperial de Nuremberga, em 1789, mostrando as fronteiras da atual Regierungsbezirk.
Terreitórios de Nuremberga
Condomínio entre Nuremberga e outro estado

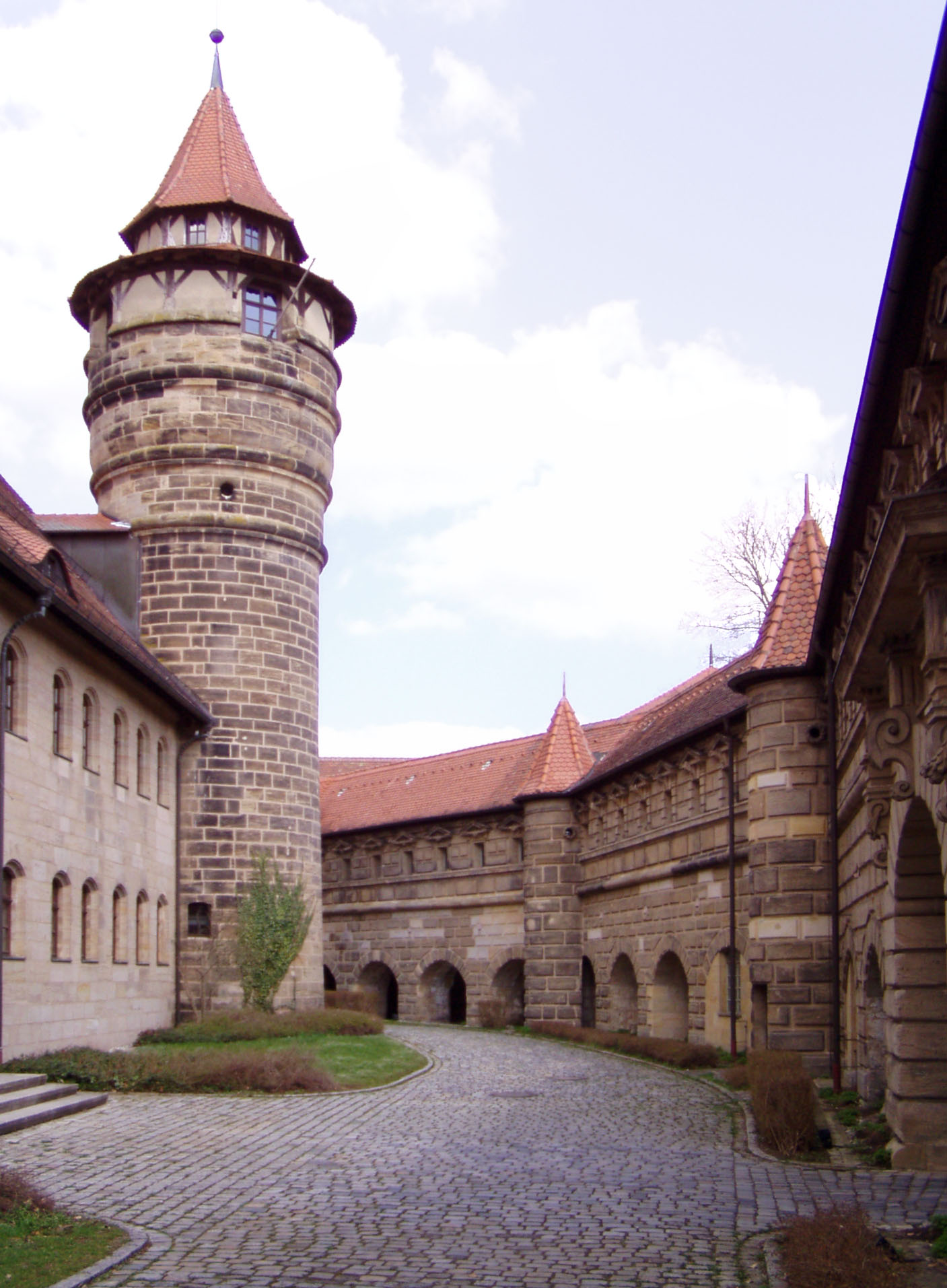
O pátio interno do castelo em Lichtenau (Festung Lichtenau).

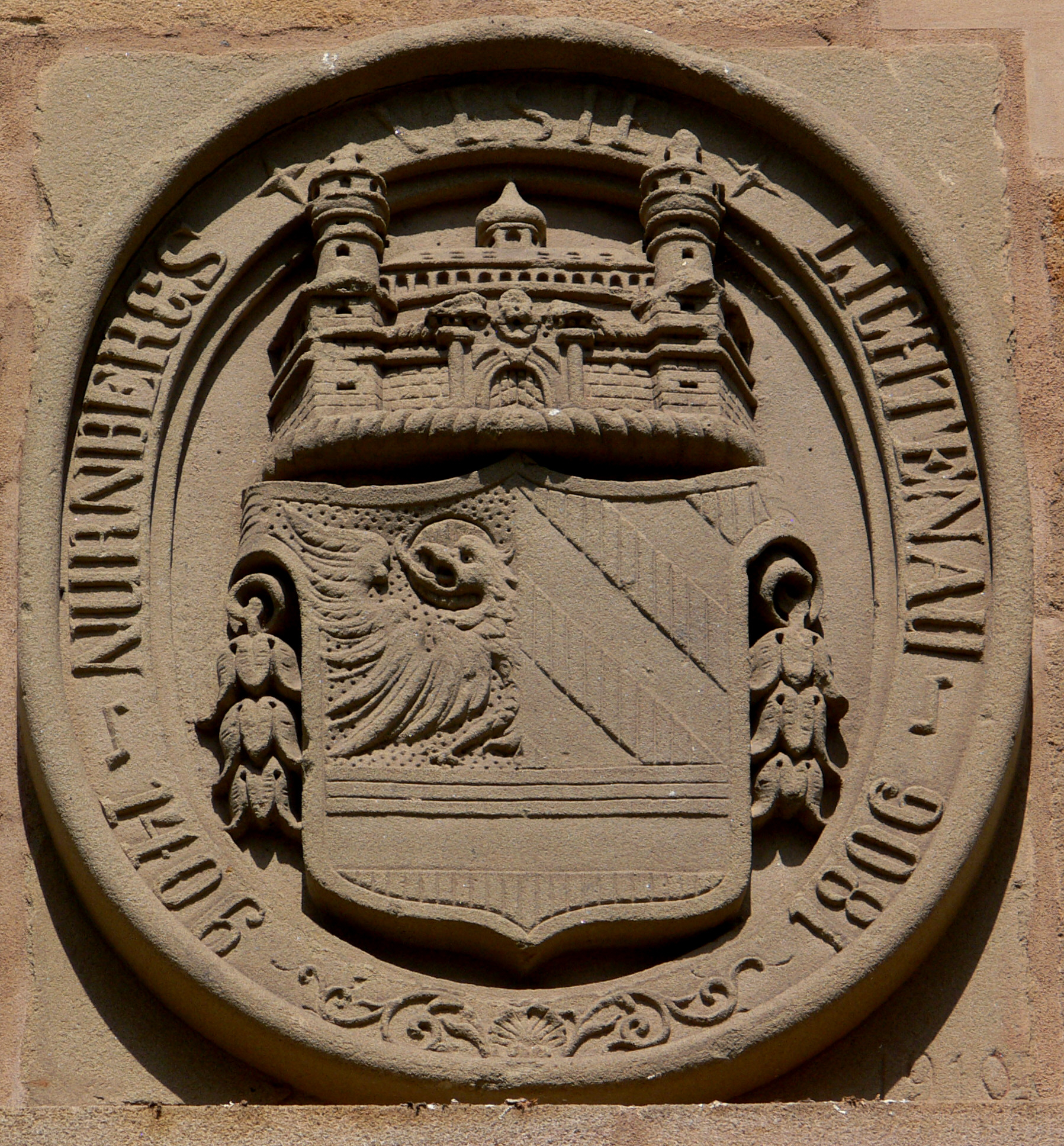
O brasão de armas de Nuremberga, na entrada do Castelo de Lichtenau

A Cidade Imperial media 1.200 km², tornando-se um dos maiores territórios entre as cidades imperiais; depois que a Cidade Imperial de Berna se juntou à Confederação Helvética, em 1353, apenas as cidades imperiais de Ulm e Estrasburgo tinham algo parecido com a mesma quantidade de terra. A área foi dividida em Velod Distrito e Novo Distrito (em alemão:  Alte Landschaft e Neue Landschaft). O Velho Distrito, que também incluia florestas imperiais (em alemão:  Nürnberger Reichswald), era um conglomerado de senhorioss e propriedades de burgueses de Nuremberga, mosteiros e instalações sociais. A "alta justiça" (Zentgericht e Freigericht) era administrada pelo burgraviato — e, subsequentemente, pelos margraviatos de Brandemburgo-Ansbach e Brandemburgo-Bayreuth — e foi origem de constante conflito. O Novo Distrito é composta do território adquirido por Nuremberga na Guerra de Sucessão de Landshut; neste território, a cidade tinha total soberania. Em 1790, cerca de 25.000 pessoas viviam dentro das muralhas da cidade e mais de 35.000 viviam nos territórios fora da cidade.
A expansão territorial das cidades imperiais desde meados do século XIV teve várias causas gerais, todos encontrados no caso de Nuremberga — a fraqueza do poder imperial e a incapacidade de manter a lei e a ordem; a crise de dívida dos territórios vizinhos e cavaleiros nobres, em comparação com a receita do capital da crescente classe média urbana; e a necessidade de expansão das cidades para garantir um suprimento adequado de comida para seus habitantes, matéria-prima para seus artesãos e auto-defesa militar. Antes do final do século XVIII, com a anexação do território de Nuremberga, pela Baviera e pela Prússia, o território da cidade era conforme descrito abaixo:

### O Velho Distrito
O Distrito de Idade era localizado, em sua maior parte, entre os Grenzwässern ("águas fronteiriças") do Rio Schwabach, Rio Regnitz e o Rio Schwarzach. Incluía os subúrbios de Gostenhof (desde 1342 um feudo burgravial da família Waldstromer de Nuremberga, desde 1477 um protetorado de Nuremberga) e Wöhde (parte do amt burgravial de Veste, sobre o qual Nuremberga ganhou jurisdição em 1427), bem como as florestas imperiais de Sebald e St Lorenz, e o Knoblauchsland; as florestas eram territórios diretamente pertencentes ao Império (em alemão:  Reichsgut). Os feudos ao sul (St. Lorenz) das florestas imperiais foram mantidas conjuntamente pelas famílias nurembergas de Waldstromer (adquirida pela Nuremberga em 1396) e Koler (adquirida em 1372); a floresta do norte (Sebald), incluindo Knoblauchsland, foi mantida pelos burgraves e, assim, adquirida por Nuremberga em 1427, quando comprou os domínios burgraves, incluindo o castelo e, mais importante, o direito da alta justiça. Não obstante, isso foi posteriormente contestado pelos margraves Hohenzollern. O Reichskammergericht ("Câmara da Corte Imperial") confirmou esses direitos a Nuremberga, no Fraischprozess de 1583, embora isso tenha sido fonte de um constante atrito.
Antes de 1790, Nuremberg detinha os direitos de Vogt e senhoriais de ambos os bosques (Ämter, de Sebaldi, e Laurenzi, no Velho Distrito), o burgraviato de Gostenhof e o Amt da fortaleza com o gabinete judicial de Wöhrd. Naquele tempo, os tribunais superiores detinham jurisdição sobre o tribunais dos agricultores de Nuremberga, os tribunais florestais das duas florestas imperiais e os tribunais dos apicultores em Feucht. Dentro, mas principalmente fora do Velho Distrito, havia também, os exclaves (Feucht), que feram domínios indiretos e posses dos cidadãos de Nuremberga e das antigas instituições religiosas (como os mosteiros secularizados pela cidade no século XVI) e instituições de caridade (em particular, a Heilig-Geist-Spital). Estes territórios se expandiam, geograficamente, de em alemão:  de e da Suíça Franconiana, ao norte da região de Gunzenhausen e Greding, ao sul, de Ansbach, no oeste, até o arco da Jura Franconiana, no leste. A Nürnberger Landalmosenamt ("Amt da Esmola Rural de Nuremberga") sozinha — responsável, entre outras coisas, pelos antigos mosteiros de Nuremberga - gerenciava, por volta de 1790, propriedades em mais de 500 locais. Em 1497, excluindo o exclaves, o Velho Distrito, disponível a Nuremberga, tinha mais de 28.000 pessoas, que viviam em 5780 casas, em 780 cidades. Esses inquilinos deviam à Cidade Imperial, fidelidade, obediência, serviço militar e tributos.

### O Novo Distrito
Em 1504/05, o Novo Distrito compreendia os Pflegämtern nos seguintes locais, todos agora no distrito de Nürnberger Land, exceto quando indicados:
- Altdorf
- Betzenstein com Stierberg, agora em Bayreuth
- Engelthal
- Hersbruck
- Hiltpoltstein, comprado em 1503, agora em Forchheim
- Hohenstein e Wildenfels, comprados em 1505 e 1511
- Lauf, Reicheneck e Velden
- Hauseck, agora em Amberg-Sulzbach
- Pflegamt Gräfenberg (agora em Forchheim) foi sucessivamente adquirido, em 1347, por famílias de Nuremberga, e em 1536, pela própria cidade
- Pflegamt Lichtenau, comprado em 1406, agora em Ansbach

A estrutura do Pflegämter de Nuremberga se assemelha à estrutura administrativa do Eleitorado do Palatinado e a estrutura dos escritórios do Ducado da Baviera, antes de 1504. Em 1513, o Pflegämter de Nuremberga foi colocado sob o recém-criado Landpflegamt, como uma autoridade intermediária. Em contraste com o Velho Distrito, o Pflegämter do Novo Distrito foram demarcados com pedras, mostrando os limites dos poderes judiciais, administrativos e financeiros da cidade, exercidos pelo distrito. Apenas nos Pflegämter de Altdorf e Lauf, e, se estendendo a partes das florestas imperiais, fez o margraviato negar alta justiça às autoridades da cidade; o auto-governo das cidades Altdorf (a partir de 1575, incluindo a Universidade de Altdorf), Lauf, Hersbruck, Velden, Betzenstein e Gräfenberg permaneceram sob a administração de Nuremberga.

### A mediatização gradual de 1790

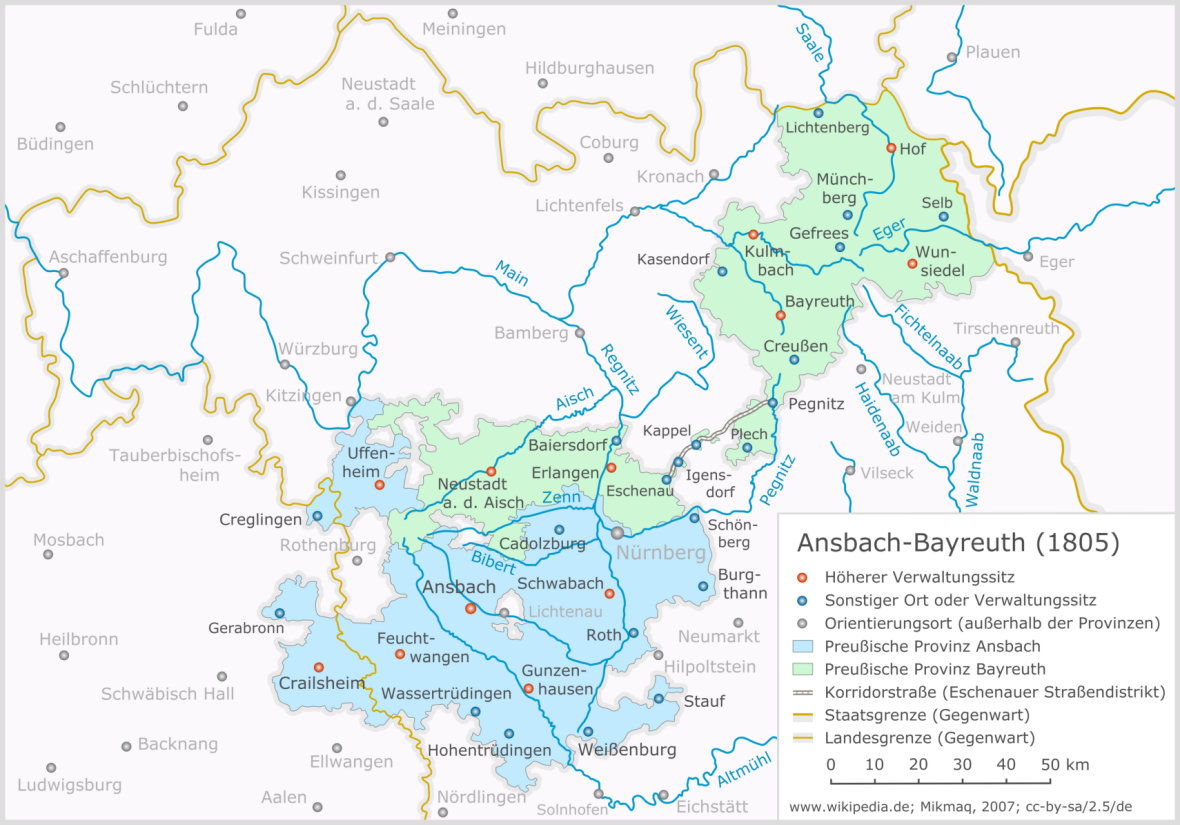
As províncias prussianas de Ansbach e Bayreuth, em 1805, com Nuremberga bem ao sul do centro, mostrando a maioria das posses da antiga cidade, agora em poder dos Hohenzollern
Província de Ansbach
Província de Bayreuth

Nas duas Guerras Margrave (1449-1450 e 1552-1554) e na Guerra dos Trinta Anos, o território da cidade e sua população foram violentamente afetados pelo aquartelamento de tropas, pilhagem, movimentação de tropas e doença.
Depois que a linhagem ducal da Baviera foi extinta e o Eleitorado da Baviera foi herdado por Carlos Teodoro, Conde Palatino de Sulzbach, em 1777, os Eleitorado começou a reivindicar os exclaves de Nuremberga no Alto Palatinado, incluindo os escritórios de Heideck e Hilpoltstein no Ducado do Palatinado-Neuburgo, para fins judiciais e fiscais. Em 1790/91, o Eleitorado usou sua histórica reivindicação de desde antes da Guerra de Sucessão de Landshut para ocupar os territórios de Nuremberga, no que ficou conhecido como os Sequestros Bavieros (Bayerische Sequestrationen).
Grandes partes de Hiltpoltstein , Gräfenberg e Velden, agora estavam ocupadas, o que levou a correspondentes prejuízos fiscais para Nuremberga; protestos ao Imperador e ao Império foram em vão, devido à situação político-militar daquele momento. O jogo de poder sobre o legado de Nuremberga viu o Eleitorado mostrar boa vontade e apoio à França Revolucionária, em oposição à Prússia, diante de quem os dois margraviatos da Francônia tinham caído, em 1791. Desde então, o Primeiro Ministro da Prússia, Karl August von Hardenberg (1750-1822), estava tentando criar uma Província da Francônia, inteiramente prussiana. Quando a Prússia, no curso de sua Revindikationspolitik, já havia reivindicado o direito margravial de alta justiça (Fraischbezirk) sobre o Velho Distrito, em 1796, Nuremberga foi restrita ao território circunscrito pelas muralhas da cidade; Nuremberga manteve o direito da executar alta justiça, somente sobre a reduzida Lichtenau e os exclaves no Príncipe-Bispado de Bamberga, também diminuído pela anexação pelo Eleitorado.
Em 1972, a maioria dos antigos territórios de Nuremberga — particularmente os que estão no Novo Distrito - estavam reunidos no distrito baviero de Nürnberger Land.